# Ľuboš Kamenár
Ľuboš Kamenár (Nagyszombat, 1987. június 17. –) szlovák labdarúgó, a Spartak Trnava játékosa.

## Pályafutása

### Klubcsapatban
Ľuboš Kamenár pályafutását szülővárosának csapatában, a Spartak Trnavában kezdte. Itt végigjárta az utánpótláscsapatokat, majd 2004-ben felkerült a felnőttek közé és öt találkozón lehetőséget is kapott. A következő szezon elején aláírt a Petržalka csapatához és már első évében bajnok lett, igaz mindössze egy bajnokin kapott lehetőséget. Az Artmedia a 2005–2006-os Bajnokok Ligája csoportkörében is szerepelt, de Kamenár egyik találkozón sem védett. Akkor lett a kezdőcsapat tagja amikor Juraj Čobejt agydaganat miatt kellett kezelni, így a 2007-2008-as szezonban nyert bajnoki címet már alapemberként ünnepelhette.
2009. július 22-én ötéves szerződést írt alá a francia Nantestal. A 2009-10-es francia másodosztályú szezonban 35 bajnokin védett, csapata a 15. helyen végzett. Az ezt követő idényben kiszorult a kezdőcsapatból, kölcsönben szerepelt a török Sivassporban is. 2011 júniusában a Sparta Praha, fél év múlva pedig a Trnava vette kölcsön. 2012. augusztus 31-én a skót Celtic FC-hez igazolt, ugyancsak kölcsönben, de nem jutott játéklehetőséghez.
2013. február 27-én igazolta le a Győri ETO. Tagja volt a győriek bajnokcsapatának, három bajnokin állt a kapuban, míg a 2013–2014-es szezonban 27 bajnokin védte a Rába-parti csapat kapuját. 2015 nyarán szerződést bontott az ETO-val, majd újra a Szpartak Trnavához igazolt. Egy év múlva a lengyel Śląsk Wrocław szerződtette, majd újabb egy év elteltével visszatért a magyar bajnokságba és három évre aláírt a Vasashoz. Huszonegy bajnokin védte az angyalföldi csapat kapuját a 2017-2018-as szezonban. A Vasas az idény végén kiesett a másodosztályba, Kamenár pedig a cseh élvonalban szereplő Mladá Boleslav csapatában folytatta pályafutását.

### Válogatottban
A szlovák válogatottban 2008. október 11-én mutatkozott be San Marino ellen.

## Mérkőzései a szlovák válogatottban
| #  | Dátum              | Ellenfél   | Eredmény | Kiírás              | Esemény |
| -- | ------------------ | ---------- | -------- | ------------------- | ------- |
| 1. | 2008. október 11.  | San Marino | 3 – 1    | Vb-selejtező        |         |
| 2. | 2009. november 17. | Chile      | 1 – 2    | barátságos mérkőzés |         |

## Sikerei, díjai
Artmedia Petržalka
- Corgoň Liga (2): 2004–05, 2007–08
- Slovenský Pohár (1): 2007–08
- Slovenský Superpohár (1): 2005

Győri ETO
- NB I (1): 2012–13

## jegyzetek
1. ↑  Titul pre Artmediu, do "Európy" aj Žilina, Trnava a Nitra (szlovák nyelven). SME, 2008. május 31.
2. ↑  Slovenský pohár pre Artmediu (szlovák nyelven). SME, 2008. május 1.
3. ↑  Kamenár podpísal päťročnú zmluvu s FC Nantes (szlovák nyelven). profutbal, 2009. július 2. [2011. július 19-i dátummal az eredetiből archiválva]. (Hozzáférés: 2009. július 2.)
4. ↑  Další posila: Luboš Kamenár (cseh nyelven). AC Sparta official website, 2011. június 27. [2016. március 4-i dátummal az eredetiből archiválva]. (Hozzáférés: 2011. június 27.)
5. ↑  Kamenár do Trnavy na polročné hosťovanie s opciou (szlovák nyelven). profutbal, 2012. január 21. [2014. augusztus 8-i dátummal az eredetiből archiválva]. (Hozzáférés: 2012. február 21.)
6. ↑  Győri ETO: szlovák válogatott kapust szerződtettek (magyar nyelven). Nemzeti Sport, 2013. február 27. (Hozzáférés: 2015. március 31.)
7. ↑  Szlovákia: a DAC ellen már bevetnék a volt győri kapust (magyar nyelven). Nemzeti Sport, 2015. július 23. (Hozzáférés: 2015. július 23.)
8. ↑  Lengyelország: a magyar bajnok kapus Mervó csapatához igazolt (magyar nyelven). Nemzeti Sport, 2016. június 3. (Hozzáférés: 2016. június 3.)
9. ↑  Vasas: a Győri ETO korábbi kapusa három évre aláírt (magyar nyelven). Nemzeti Sport, 2017. július 4. (Hozzáférés: 2017. július 4.)
10. ↑  NB II: két Vasas-távozó a cseh és a ciprusi élvonalba igazolt (magyar nyelven). Nemzeti Sport, 2018. július 24. (Hozzáférés: 2018. július 24.)

## Külső hivatkozások
- Ľuboš Kamenàr (angol nyelven). fifa.com. [2016. március 5-i dátummal az eredetiből archiválva]. (Hozzáférés: 2017. július 5.)
- Ľuboš Kamenàr (német nyelven). fussballdaten.de